# Період обертання
Період обертання  — проміжок часу, через який точка тіла при обертанні повертається до свого початкового положення.
Позначається здебільшого T, вимірюється в одиницях часу.
Частота обертання {\displaystyle \nu } зв'язана з періодом формулою
{\displaystyle \nu ={\frac {1}{T}}}.
Циклічна частота обертання {\displaystyle \omega }
{\displaystyle \omega =2\pi \nu ={\frac {2\pi }{T}}}.

## Астрономія
В астрономії період обертання астрономічних об'єктів вимірюється по відношенню до далеких «нерухомих» зір. Тому в назві вживається слово сидеричний (лат. sideris — зоряний).
- Період обертання астрономічного тіла навколо зовнішнього центру тяжіння — орбітальний період (сидеричний рік).
- Період обертання астрономічного тіла навколо своєї осі — зоряна доба (сидерична доба, сидеричний період).

### Обертання Землі
- Зоряний рік — період обертання Землі навколо Сонця. Сонячний рік — проміжок часу між двома послідовними проходженнями центра Сонячного диска через точку весняного рівнодення і він коротший за зоряний на 20 хв 24 с унаслідок щорічного випередження рівнодення.
- Зоряна доба — період обертання Землі навколо своєї осі. Зоряна доба відрізняється від сонячної доби, оскільки, сонячна доба враховує час на додаткове обертання для орієнтації на Сонце, положення якого змінилось через рух Землі по орбіті.

### Формула
{\displaystyle \ E} — орбітальний період
{\displaystyle \ P} — зоряна доба
{\displaystyle \ S} — сонячна доба
{\displaystyle {\frac {1}{S}}={\frac {1}{P}}\mp {\frac {1}{E}},\qquad S=P\left({\frac {E}{E\mp P}}\right)}
мінус для проградних орбіт (Земля, Меркурій, Марс, ...), плюс — для ретроградних (Венера, Уран).